# Kimbal Musk
Kimbal Musk (* 20. září 1972, Pretorie) je kanadsko-americký podnikatel a restauratér narozený v Jihoafrické republice. Vlastní několik společností, vede neziskové organizace a je členem představenstva společností SpaceX a Tesla.

## Raný život
Musk vyrůstal se svým bratrem Elonem, sestrou Toscou a mnoha bratranci a sestřenicemi. Po dokončení střední školy v jihoafrické Pretorii odjel za bratrem do Kingstonu v kanadském Ontariu a zapsal se na Queen's University, kde vystudoval obchod. Během studia Musk pracoval ve společnosti Scotiabank. Studium na Queen's University ukončil v roce 1995.

## Podnikatelská kariéra
Muskovým prvním podnikatelským počinem bylo malování obytných prostor s firmou College Pro Painters v roce 1994. Ve stejném roce založil se svým starším bratrem Elonem druhou společnost Zip2. Zip2 byl online průvodce po městech, který poskytoval obsah pro nové online verze novin The New York Times a Chicago Tribune. Společnost byla v roce 1999 prodána společnosti Compaq za 307 milionů dolarů.
Po prodeji společnosti Zip2 investoval peníze do několika softwarových a technologických společností. Musk byl investorem do podniku svého bratra X.com, společnosti poskytující online finanční služby a e-mailové platby. Společnost X.com se spojila se společností PayPal, kterou v říjnu 2002 koupila společnost eBay za 1,5 miliardy dolarů.
Zatímco Elon zůstal v Kalifornii, Kimbal se přestěhoval do New Yorku a zapsal se na Francouzský kulinářský institut v New Yorku. V dubnu 2004 otevřel Musk spolu s Jen Lewinovou a Hugem Mathesonem v coloradském Boulderu komunitní bistro The Kitchen, které bylo vyhlášeno jednou z „nejlepších amerických restaurací“. Kromě své vlajkové restaurace v Boulderu má The Kitchen pobočky v centru Denveru a Chicaga.
V letech 2006 až 2011 působil jako generální ředitel reklamní sítě OneRiot. V září 2011 společnost Walmart-Labs koupila OneRiot za nezveřejněnou kupní cenu.
V roce 2011 byla v centru Boulderu otevřena americká restaurace Next Door, která se zabývá rychlým občerstvením. Next Door je rostoucí koncept restaurace, který má od roku 2019 deset provozoven.
Po sedmi letech podpory nadace Growe Foundation při zakládání školních zahrad v Boulderu založili Musk a Matheson v roce 2011 neziskovou organizaci Big Green.
Každá z restaurací The Kitchen věnuje určité procento z tržeb na podporu výsadby školních zahrad ve své místní komunitě. V roce 2012 společnost Big Green vybudovala 26 zahrad v Coloradu, 16 v Chicagu a dalších 12 po celých USA.
V prosinci 2012 předal starosta Chicaga Rahm Emanuel Muskově neziskové organizaci 1 milion dolarů na instalaci 80 školních zahrad v chicagských městských školách.
Do konce roku 2015, čtyři roky po svém založení, vybudovala The Kitchen Community 260 školních zahrad v Chicagu, Denveru, Los Angeles a Memphisu. V roce 2016 Musk spoluzaložil Square Roots, městskou zemědělskou společnost, která pěstuje organické potraviny v přepravních kontejnerech. Společnost navázala partnerství se společností Gordon Food Services (GFS), aby mohla expandovat potraviny mimo New York. V lednu 2018 se The Kitchen Community, rozšířila na národní neziskovou organizaci s názvem Big Green a oznámila, že v Detroitu, vybuduje 100 venkovních učeben Learning Garden. Od roku 2019 je Big Green v sedmi amerických městech s téměř 600 školami v celé síti, které každý den ovlivňují více než 300 000 studentů.
O Muskovi psaly významné publikace jako The New York Times, CNN, The Wall Street Journal, WIRED a další. Světové ekonomické fórum Muska jmenovalo globálním sociálním podnikatelem roku 2018.
Dne 9. února 2021 prodal 30 000 akcií společnosti Tesla v hodnotě 25 604 000 dolarů. Dne 24. února 2022 bylo oznámeno, že SEC vyšetřuje Muska pro možné porušení pravidel insider tradingu poté, co prodal 88 500 akcií společnosti Tesla v hodnotě 108 000 000 dolarů den předtím, než jeho bratr zveřejnil na Twitteru anketu s dotazem, zda by měl prodat 10 % svých akcií Tesly. V důsledku této ankety Elon Musk prodal akcie Tesly v hodnotě miliard dolarů a cena akcií klesla.

## Osobní život
Kimbal se oženil s Jen Lewinovou, s níž založil The Kitchen. Manželé spolu mají tři děti. Později se rozvedli. Žije v Boulderu ve státě Colorado. V dubnu 2018 se oženil s Christianou Wylyovou, ekologickou aktivistkou a dcerou miliardáře Sama Wylyho.